# Selenops comorensis
Selenops comorensis là một loài nhện trong họ Selenopidae.
Loài này thuộc chi Selenops. Selenops comorensis được miêu tả năm 1994 bởi Joachim Schmidt & Otto Krause.